# Лусково (Минский район)
Лусково (бел. Лу́скава) — деревня в Минском районе Минской области Белоруссии. В составе Юзуфовского сельсовета.

## География
Расположена на шоссе Р58, пролегает дорога Н8756.
Ближайшие населённые пункты Комсомолец, Лесины, Масловичи и др.

### Гидрография
На берегу реки Черница.

## История
28 июня 2013 года деревня Лусково передана из Папернянского сельсовета в Юзуфовский сельсовет.

## Население

### Численность
- 2009 год — 137 человек

### Динамика
- 1999 год — 119 человек (перепись населения)
- 2009 год — 137 человек (перепись населения)

## Улицы
- Зелёная
- Полевая
- Центральная и др.

## Примечание
1. ↑  Назвы населеных пунктаў Рэспублікі Беларусь: Мінская вобласць: нарматыўны даведнік / І. А. Гапоненка, І. Л. Капылоў, В. П. Лемцюгова і інш.; пад рэд. В. П. Лемцюговай. — Мн.: Тэхналогія, 2003. — 604 с. ISBN 985-458-054-7. (DJVU). Сустракаецца таксама варыянт Лу́скаў, м.
2. ↑  Решение Минского областного Совета депутатов от 28 мая 2013 года № 234 "Об изменении административно-территориального устройства районов Минской области". Дата обращения: 31 мая 2024. Архивировано 31 мая 2024 года.